# Белостокское воеводство (1975—1998)
Белостокское воеводство (пол. województwo białostockie) — воеводство Польши, существовавшее в 1975—1998 годах.
Представляло собой одну из 49 основных единиц административного деления Польши, которые были упразднены в результате административной реформы Польши 1998 года. 
Занимало площадь 5576 км². Административным центром воеводства являлся город Белосток. После административной реформы воеводство прекратило своё существование и его территория полностью отошла к новообразованному Подляскому воеводству.

## Города
Крупнейшие города воеводства по числу жителей (по состоянию на 31 декабря 1998 года):
- Белосток — 283 937
- Бельск-Подляски — 27 594
- Хайнувка — 24 170
- Сокулка — 20 096
- Лапы — 17 600
- Семятыче — 15 623
- Моньки — 10 990
- Чарна-Белостоцка — 9951
- Василькув — 8102